# Lijst van gouverneurs van Alabama
Dit is een lijst met gouverneurs van de Amerikaanse staat Alabama.

Zegel van de staat van Alabama.

## Gouverneurs van Alabama (1819–heden)
| Nr.                                                         | Gouverneur van Alabama Governor of Alabama | Gouverneur van Alabama Governor of Alabama | Gouverneur van Alabama Governor of Alabama | Ambtstermijn     | Ambtstermijn     | Partij(en)   | Verkiezing(en) |
| ----------------------------------------------------------- | ------------------------------------------ | ------------------------------------------ | ------------------------------------------ | ---------------- | ---------------- | ------------ | -------------- |
| 1                                                           |                                            | William Wyatt Bibb                         | William Wyatt Bibb (1781–1820)             | 10 november 1819 | 10 juli 1820     | DR           | 1819           |
| 2                                                           |                                            | Thomas Bibb                                | Thomas Bibb (1783–1839)                    | 10 juli 1820     | 10 november 1821 | DR           | 1819           |
| 3                                                           |                                            | Israel Pickens                             | Israel Pickens (1780–1869)                 | 10 november 1821 | 25 november 1825 | DR           | 1821           |
| 3                                                           | 1823                                       | Israel Pickens                             | Israel Pickens (1780–1869)                 | 10 november 1821 | 25 november 1825 | DR           |                |
| 4                                                           |                                            | John Murphy                                | John Murphy (1786–1841)                    | 25 november 1825 | 25 november 1829 | DR (1825–28) | 1825           |
| 4                                                           | 1827                                       | John Murphy                                | John Murphy (1786–1841)                    | 25 november 1825 | 25 november 1829 | DR (1825–28) |                |
| 4                                                           | D (1829–29)                                | John Murphy                                | John Murphy (1786–1841)                    | 25 november 1825 | 25 november 1829 |              |                |
| 5                                                           |                                            | Gabriel Moore                              | Gabriel Moore (1785–1845)                  | 25 november 1829 | 4 maart 1831     | D            | 1829           |
| 6                                                           |                                            | Gabriel Moore                              | Samuel Moore (1789–1846)                   | 4 maart 1831     | 25 november 1831 | D            | 1829           |
| 7                                                           |                                            | John Gayle                                 | John Gayle (1792–1859)                     | 25 november 1831 | 20 november 1835 | D            | 1831           |
| 7                                                           | 1833                                       | John Gayle                                 | John Gayle (1792–1859)                     | 25 november 1831 | 20 november 1835 | D            |                |
| 8                                                           |                                            | Clement Comer Clay                         | Clement Comer Clay (1789–1866)             | 20 november 1835 | 17 juli 1837     | D            | 1835           |
| 9                                                           |                                            | Hugh McVay                                 | Hugh McVay (1766–1851)                     | 17 juli 1837     | 20 november 1837 | D            | 1835           |
| 10                                                          |                                            | Arthur Bagby                               | Arthur Bagby (1794–1858)                   | 20 november 1837 | 22 november 1841 | D            | 1837           |
| 10                                                          | 1839                                       | Arthur Bagby                               | Arthur Bagby (1794–1858)                   | 20 november 1837 | 22 november 1841 | D            |                |
| 11                                                          |                                            | Benjamin Fitzpatrick                       | Benjamin Fitzpatrick (1802–1869)           | 22 november 1841 | 10 december 1845 | D            | 1841           |
| 11                                                          | 1843                                       | Benjamin Fitzpatrick                       | Benjamin Fitzpatrick (1802–1869)           | 22 november 1841 | 10 december 1845 | D            |                |
| 12                                                          |                                            | Joshua Martin                              | Joshua Martin (1799–1856)                  | 10 december 1845 | 17 december 1847 | O            | 1845           |
| 13                                                          |                                            | Reuben Chapman                             | Reuben Chapman (1799–1882)                 | 17 december 1847 | 20 december 1849 | D            | 1847           |
| 14                                                          |                                            | Henry Collier                              | Henry Collier (1801–1855)                  | 20 december 1849 | 20 december 1853 | D            | 1849           |
| 14                                                          | 1851                                       | Henry Collier                              | Henry Collier (1801–1855)                  | 20 december 1849 | 20 december 1853 | D            |                |
| 15                                                          |                                            | John Winston                               | John Winston (1812–1871)                   | 20 december 1853 | 1 december 1857  | D            | 1853           |
| 15                                                          | 1855                                       | John Winston                               | John Winston (1812–1871)                   | 20 december 1853 | 1 december 1857  | D            |                |
| 16                                                          |                                            | Andrew Moore                               | Andrew Moore (1807–1873)                   | 1 december 1857  | 1 december 1861  | D            | 1857           |
| 16                                                          | 1859                                       | Andrew Moore                               | Andrew Moore (1807–1873)                   | 1 december 1857  | 1 december 1861  | D            |                |
| 17                                                          |                                            | John Shorter                               | John Shorter (1818–1872)                   | 1 december 1861  | 1 december 1863  | D            | 1861           |
| 18                                                          |                                            | Thomas Watts                               | Thomas Watts (1819–1892)                   | 1 december 1863  | 3 mei 1865       | D            | 1863           |
| Vacant Amerikaanse Burgeroorlog (3 mei 1865 – 20 juni 1865) |                                            |                                            |                                            |                  |                  |              |                |
| 19                                                          |                                            | Lewis Parsons                              | Lewis Parsons (1817–1895)                  | 20 juni 1865     | 15 december 1865 | O            | [ 4 ]          |
| 20                                                          |                                            | Robert Patton                              | Robert Patton (1809–1885)                  | 15 december 1865 | 14 juli 1868     | R            | 1865           |
| 21                                                          |                                            | William Hugh Smith                         | William Hugh Smith (1826–1899)             | 14 juli 1868     | 17 november 1872 | R            | 1868           |
| 22                                                          |                                            | Robert Lindsay                             | Robert Lindsay (1824–1902)                 | 25 november 1870 | 17 november 1872 | D            | 1870           |
| 23                                                          |                                            | David Lewis                                | David Lewis (1820–1884)                    | 17 november 1872 | 24 november 1874 | R            | 1872           |
| 24                                                          |                                            | George Houston                             | George Houston (1811–1879)                 | 24 november 1874 | 28 november 1878 | D            | 1874           |
| 24                                                          | 1876                                       | George Houston                             | George Houston (1811–1879)                 | 24 november 1874 | 28 november 1878 | D            |                |
| 25                                                          |                                            | Rufus Cobb                                 | Rufus Cobb (1829–1913)                     | 28 november 1878 | 1 december 1882  | D            | 1878           |
| 25                                                          | 1880                                       | Rufus Cobb                                 | Rufus Cobb (1829–1913)                     | 28 november 1878 | 1 december 1882  | D            |                |
| 26                                                          |                                            | Edward O'Neal                              | Edward O'Neal (1818–1890)                  | 1 december 1882  | 1 december 1886  | D            | 1882           |
| 26                                                          | 1884                                       | Edward O'Neal                              | Edward O'Neal (1818–1890)                  | 1 december 1882  | 1 december 1886  | D            |                |
| 27                                                          |                                            | Thomas Seay                                | Thomas Seay (1846–1896)                    | 1 december 1886  | 1 december 1890  | D            | 1886           |
| 27                                                          | 1888                                       | Thomas Seay                                | Thomas Seay (1846–1896)                    | 1 december 1886  | 1 december 1890  | D            |                |
| 28                                                          |                                            | Thomas Goode Jones                         | Thomas Goode Jones (1844–1914)             | 1 december 1890  | 1 december 1894  | D            | 1890           |
| 28                                                          | 1892                                       | Thomas Goode Jones                         | Thomas Goode Jones (1844–1914)             | 1 december 1890  | 1 december 1894  | D            |                |
| 29                                                          |                                            | William Oates                              | William Oates (1835–1910)                  | 1 december 1894  | 1 december 1896  | D            | 1894           |
| 30                                                          |                                            | Joseph Forney Johnston                     | Joseph Forney Johnston (1843–1913)         | 1 december 1896  | 1 december 1890  | D            | 1896           |
| 30                                                          | 1898                                       | Joseph Forney Johnston                     | Joseph Forney Johnston (1843–1913)         | 1 december 1896  | 1 december 1890  | D            |                |
| [ 5 ]                                                       |                                            | William Jelks                              | William Jelks (1855–1931)                  | 1 december 1890  | 25 december 1890 | D            | 1890           |
| 31                                                          |                                            | William Samford                            | William Samford (1844–1901)                | 25 december 1890 | 11 juni 1901     | D            | 1890           |
| 32                                                          |                                            | William Jelks                              | William Jelks (1855–1931)                  | 11 juni 1901     | 15 januari 1907  | D            | 1890           |
| 32                                                          | D                                          | William Jelks                              | William Jelks (1855–1931)                  | 11 juni 1901     | 15 januari 1907  | 1902         |                |
| 33                                                          |                                            | Braxton Comer                              | Braxton Comer (1848–1927)                  | 15 januari 1907  | 15 januari 1911  | D            | 1906           |
| 34                                                          |                                            | Emmet O'Neal                               | Emmet O'Neal (1852–1922)                   | 15 januari 1911  | 20 januari 1915  | D            | 1910           |
| 35                                                          |                                            | Charles Henderson                          | Charles Henderson (1860–1937)              | 20 januari 1915  | 20 januari 1919  | D            | 1914           |
| 36                                                          |                                            | Thomas Kilby                               | Thomas Kilby (1865–1934)                   | 20 januari 1919  | 16 januari 1923  | D            | 1918           |
| 37                                                          |                                            | William Brandon                            | William Brandon (1868–1934)                | 16 januari 1923  | 17 januari 1927  | D            | 1922           |
| 38                                                          |                                            | Bibb Graves                                | Bibb Graves (1873–1942)                    | 17 januari 1927  | 20 januari 1931  | D            | 1926           |
| 39                                                          |                                            | Benjamin Miller                            | Benjamin Miller (1864–1944)                | 20 januari 1931  | 18 januari 1935  | D            | 1930           |
| (38)                                                        |                                            | Bibb Graves                                | Bibb Graves (1873–1942)                    | 18 januari 1935  | 18 januari 1939  | D            | 1934           |
| 40                                                          |                                            | Frank Dixon                                | Frank Dixon (1892–1965)                    | 18 januari 1939  | 20 januari 1943  | D            | 1938           |
| 41                                                          |                                            | Chauncey Sparks                            | Chauncey Sparks (1884–1968)                | 20 januari 1943  | 20 januari 1947  | D            | 1942           |
| 42                                                          |                                            | Jim Folsom sr.                             | Jim Folsom sr. (1908–1987)                 | 20 januari 1947  | 15 januari 1951  | D            | 1946           |
| 43                                                          |                                            | Gordon Persons                             | Gordon Persons (1902–1965)                 | 15 januari 1951  | 18 januari 1955  | D            | 1950           |
| (42)                                                        |                                            | Jim Folsom sr.                             | Jim Folsom sr. (1908–1987)                 | 18 januari 1955  | 20 januari 1959  | D            | 1954           |
| 44                                                          |                                            | John Patterson                             | John Patterson (1921–2021)                 | 20 januari 1959  | 15 januari 1963  | D            | 1958           |
| 45                                                          |                                            | George Wallace                             | George Wallace (1919–1998)                 | 15 januari 1963  | 17 januari 1967  | D            | 1962           |
| 46                                                          |                                            | Lurleen Wallace                            | Lurleen Wallace (1926–1968)                | 17 januari 1967  | 7 mei 1968       | D            | 1966           |
| 47                                                          |                                            | Albert Brewer                              | Albert Brewer (1928–2017)                  | 7 mei 1968       | 18 januari 1971  | D            | 1966           |
| (45)                                                        |                                            | George Wallace                             | George Wallace (1919–1998)                 | 18 januari 1971  | 16 januari 1979  | D            | 1970           |
| (45)                                                        | 1970                                       | George Wallace                             | George Wallace (1919–1998)                 | 18 januari 1971  | 16 januari 1979  | D            |                |
| 48                                                          |                                            | Fob James                                  | Fob James (1934)                           | 16 januari 1979  | 18 januari 1983  | D            | 1978           |
| (45)                                                        |                                            | George Wallace                             | George Wallace (1919–1998)                 | 18 januari 1983  | 20 januari 1987  | D            | 1982           |
| 49                                                          |                                            | Guy Hunt                                   | Guy Hunt (1933–2009)                       | 20 januari 1987  | 22 april 1993    | R            | 1986           |
| 49                                                          | 1990                                       | Guy Hunt                                   | Guy Hunt (1933–2009)                       | 20 januari 1987  | 22 april 1993    | R            |                |
| 50                                                          |                                            | Jim Folsom jr.                             | Jim Folsom jr. (1949)                      | 22 april 1993    | 17 januari 1995  | D            |                |
| (48)                                                        |                                            | Fob James                                  | Fob James (1934)                           | 17 januari 1995  | 19 januari 1999  | R            | 1994           |
| 51                                                          |                                            | Don Siegelman                              | Don Siegelman (1946)                       | 19 januari 1999  | 20 januari 2003  | D            | 1998           |
| 52                                                          |                                            | Bob Riley                                  | Bob Riley (1944)                           | 20 januari 2003  | 18 januari 2011  | R            | 2002           |
| 52                                                          | 2006                                       | Bob Riley                                  | Bob Riley (1944)                           | 20 januari 2003  | 18 januari 2011  | R            |                |
| 53                                                          |                                            | Robert Bentley                             | Robert Bentley (1943)                      | 18 januari 2011  | 10 april 2017    | R            | 2010           |
| 53                                                          | 2014                                       | Robert Bentley                             | Robert Bentley (1943)                      | 18 januari 2011  | 10 april 2017    | R            |                |
| 54                                                          |                                            | Kay Ivey                                   | Kay Ivey (1944)                            | 10 april 2017    | heden            | R            |                |
| 54                                                          | R                                          | Kay Ivey                                   | Kay Ivey (1944)                            | 10 april 2017    | heden            | 2018         |                |
| 54                                                          | R                                          | Kay Ivey                                   | Kay Ivey (1944)                            | 10 april 2017    | heden            | 2022         |                |

(D): Democraat · (R): Republikein · (O): Onafhankelijk